# Hermann Schalück
Hermann Friedhelm Schalück OFM (St. Vit, Alemania, 8 de mayo de 1939) es un sacerdote religioso alemán. De 1991 a 1997 fue el 117º Ministro General de los Franciscanos y de 1998 a 2008 Presidente de la misión de la Sociedad Misionera Católica Internacional en Aquisgrán.

## Vida
Hermann Schalück nació en una familia de granjeros como el séptimo de nueve hijos de Wilhelm e Ida Schalück. En 1959, a la edad de 20 años, ingresó en la Orden Franciscana. A partir de 1960 estudió teología y filosofía en Münster y Paderborn. En 1963 hizo sus votos perpetuos y fue ordenado sacerdote en 1965. Hermann Schalück recibió su doctorado en 1970 de la Universidad Ludwig-Maximilians de Múnich con una tesis sobre el concepto de pobreza en la teología de San Buenaventura, y de 1970 a 1974 enseñó teología sistemática en los colegios religiosos de Munich y Münster. De 1973 a 1983 dirigió la Provincia Franciscana Sajona de la Santa Cruz desde Werl como Provincial. Esto incluyó viajes regulares de visita a miembros de la Provincia que trabajan en el noreste de Brasil. De 1983 a 1985 fue Secretario General de la Orden encargado de la Formación y los Estudios, cambiando sus responsabilidades de 1985 a 1991 a la región de Europa Occidental y Central. De 1991 a 1997 fue Ministro General de la Orden Franciscana. En 1994 asistió a la IX Asamblea General Ordinaria del Sínodo de los Obispos y del Sínodo de los Obispos para África.
En 1997 fue nombrado presidente de la misión de la Sociedad Misionera Católica Internacional en Aquisgrán por el Vaticano. Ocupó este cargo de enero de 1998 a mayo de 2008. Al mismo tiempo, de 2000 a 2006 fue presidente del Centro de China para organizaciones católicas de ayuda, órdenes y diócesis en países de habla alemana en Sankt Augustin, que promueve encuentros e intercambios entre culturas y religiones en Occidente y en China, y de 2001 a 2004 Presidente del Consejo de la Misión Católica Alemana (DKMR).. Su sucesor como presidente de la misión fue Klaus Krämer.
El 14 de enero de 2010 fue condecorado con la Orden del Mérito del Estado de Renania del Norte-Westfalia por el entonces Primer Ministro Jürgen Rüttgers.

## Obras
- Armut und Heil. Eine Untersuchung über den Armutsgedanken in der Theologie Bonaventuras. Schöningh, Paderborn 1971, ISBN 3-506-79414-0 (= Dissertation).
- Die Farben der Mutter Erde. Franziskanische Begegnungen in der einen Welt. Butzon & Bercker, 1995, ISBN 3-7666-2036-3.
- Stationen der Hoffnung. Don Bosco Verlag, 2002, ISBN 3-7698-1351-0, zusammen mit Artist Batu.
- Lied der Befreiung. Butzon & Bercker, 2002, ISBN 3-7666-0503-8.
- Was dem Leben dient. Missionarische Spiritualität heute. Butzon & Bercker, 2005, ISBN 3-7666-2105-X, zusammen mit Martin Fuchs, Katja Heidemanns.
- Prophetisch glauben. Aufbrüche franziskanischer Spiritualität. (= Franziskanische Akzente 7). Echter Verlag, Würzburg 2015, ISBN 978-3-429-03773-4.
- Den Gottesfaden erkennen. Die Ernte meines Lebens. Echter Verlag, Würzburg 2018, ISBN 978-3-429-04465-7 (Lebensrückblick, 88 Seiten).

| Predecesor: John Vaughn | Ministro General de la Orden de Frailes Menores 1991 - 1997 | Sucesor: Giacomo Bini |

- Datos: Q101835